# 748年
| 千纪： | 1千纪                                                                                           |
| 世纪： | 7世纪 \| 8世纪 \| 9世纪                                                                         |
| 年代： | 710年代 \| 720年代 \| 730年代 \| 740年代 \| 750年代 \| 760年代 \| 770年代                       |
| 年份： | 743年 \| 744年 \| 745年 \| 746年 \| 747年 \| 748年 \| 749年 \| 750年 \| 751年 \| 752年 \| 753年 |
| 纪年： | 戊子年（鼠年）；唐（新罗）天寶七載；日本天平二十年；渤海国大興十一年                            |

## 大事记
- 鉴真第五次东渡日本。
- 唐朝立閣羅鳳為雲南王。
- 哥舒翰建神威軍，吐蕃不敢靠近青海湖。

## 逝世
- 4月21日——元正天皇，日本第44代天皇（680年出生，68岁）